# Perigea
Perigea là một chi bướm đêm thuộc họ Noctuidae.

## Loài
- Perigea berinda Druce, 1889
- Perigea enixa Grote, 1875
- Perigea glaucoptera (Guenée)
- Perigea gloria Becker & Miller, 2002
- Perigea xanthioides Guenée, 1852